# Jack Valenti

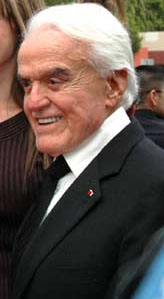
Jack Valenti

Jack Joseph Valenti (Houston, 5 september 1921 - Washington D.C., 26 april 2007) was een Amerikaans politicus en lobbyist. Tussen 1966 en 2004 was hij hoofd van Motion Picture Association of America (MPAA).
Voor de MPAA creëerde Valenti het beroemde schema van leeftijdsadviezen voor films die in Amerika worden vertoond. Als hoofd van de MPAA lobbyde Valenti voor strengere wetten op het auteursrecht. Hij was een tegenstander van Betamax, en steunde in 1998 de Digital Millennium Copyright Act.
Voor zijn tijd bij de MPAA werkte Valenti in het Witte Huis voor de presidenten Kennedy en Johnson. Hij noemde de film JFK van Oliver Stone een "monsterlijke charade" waarin de nalatenschap van Johnson werd bezoedeld.